# Giovanna Boccalini
Giovanna Boccalini (Lodi, 24 settembre 1901 – Osnago, 24 giugno 1991) è stata una docente, partigiana e sindacalista italiana. Ha contribuito a fondare il Gruppo calcistico femminile milanese, la prima squadra di calcio femminile italiana. Tra le fondatrici del Gruppi di difesa della donna.

## Biografia
Terza dei sette figli di Francesco e Antonietta Salvarani. La madre è operaia in un lanificio, attiva sindacalista dà ai figli una educazione improntata al rispetto dei doveri e dei diritti. La famiglia fa amicizia con lo scultore Ettore Archinti, loro vicino di casa e sin dall'infanzia lei, i suoi fratelli e le sue sorelle fanno da modelli per alcune sue opere. L'artista la introduce al socialismo.
Nel 1917, a sedici anni, si occupa della biblioteca locale della Società Generale Operaia di Mutuo Soccorso, per diventarne poi consigliera. L'anno dopo s'iscrive nella sezione socialista della città. Ha una buona abilità oratoria e viene quindi spesso invitata a parlare nei circoli socialisti milanesi.
Per sostenere la famiglia e capendo l'importanza dell'indipendenza economica per le donne, studia per diventarecontabile. Ottiene poi il titolo di maestra elementare alla Scuola Normale Femminile di Lodi ed inizia ad insegnare. Negli anni 1920-1922 in cui Archinti è sindaco di Lodi, partecipa ad iniziative assistenziali rivolte all'infanzia, come le colonie estive. Il 21 novembre del 1919, alle origini del fascismo, insieme ad Archinti, sopravvive alla prima strage perpetrata dai fascisti, presso il Teatro Gaffurio di Lodi.
Nel 1925 sposa Giuseppe Barcellona e nel maggio del 1926 nasce il primo figlio Giacomo, chiamato così in onore di Giacomo Matteotti. Nel 1927 si trasferiscono a Milano, ma si sentirà sempre legata a Lodi. Diventa docente presso una scuola elementare maschile e lo stesso anno nasce Grazia, la loro seconda figlia, che tra la fine anni '40 e prima metà dei '50 diventò più volte campionessa italiana di pattinaggio artistico su ghiaccio singolo.

Con l'affermarsi del regime fascista, abbandonata la politica si dedica allo sport. Fra la primavera e l'autunno del 1933, lei e un gruppo di ragazze tra i 15 e i 20 anni, tra cui anche le sue sorelle più giovani, fondano la prima squadra di calcio femminile italiana, il Gruppo calcistico femminile (GFC), di cui diventa la commissaria Il giornale Il Calcio Illustrato segue con attenzione le loro vicende con articoli di rilievo e dedica loro anche un'intervista a tutte le sue componenti; tuttavia i parere sulla opportunità di praticare il calcio da parte delle donne sono diversi e si ha in questo periodo una polemica giornalistica con Il Littoriale e La Gazzetta dello Sport, che sono su posizioni decisamente contrarie. L'esperienza dura poco, infatti dopo un primo parere positivo ad avviare una sperimentazione ottenuto dal CONI, allora diretto da Leandro Arpinati, quando ai vertici del CONI arriva Achille Starace, fedelissimo di Mussolini, viene decretata la chiusura definitiva del cosiddetto "esperimento" perché, dicono i gerarchi: 
Si dedica allora al lavoro, allo studio ed alla famiglia. Ma nel settembre 1943 muore il figlio Giacomo, a causa di una peritonite e lei per reagire a questa perdita torna ad impegnarsi in politica iscrivendosi al Partito Comunista. È anche tra le fondatrici dei Gruppi di difesa della donna (GDD), e con loro Giovanna s'impegna attivamente nel promuovere l'uguaglianza di genere e la dignità delle donne, contrastando le discriminazioni e le ingiustizie di cui erano vittime. Nei GDD, conosce Maria Maddalena Rossi, poi presidente dell'Unione donne in Italia (UDI) al fianco della quale combatte per gli ideali che le accomunano. Svolge anche attività di partigiana: lei ed Ettore Archinti aiutano dei soldati Alleati, nascondendoli e facendo loro oltrepassare il confine con la Svizzera. La collaborazione tra i due termina nell'estate 1944, quando Archinti viene arrestato e deportato nel lager di Flossenbürg dove morì.
Al termine del conflitto bellico è membro del CLN in Lombardia come rappresentante dell'Unione donne italiane e al suo interno viene nominata commissaria alla previdenza e all'assistenza. Viene eletta alle prime elezioni amministrative nel Comune di Milano e svolgerà il ruolo di assessore all'infanzia occupandosi anche dei Treni della felicità. Verrà rieletta anche nelle successive elezioni amministrative del 1951 ma il suo impegno in ambito sindacale prenderà il sopravvento; dal 1949 al 1954 è vicepresidente del patronato della CGIL, INCA. Successivamente lavora per dodici anni a Roma come vicepresidente dell'INPS. Negli anni 1953-56 fa parte del Comitato Centrale del PCI.

## Riconoscimenti
- Medaglia d'oro per aver fatto parte del CLN Lombardo, Milano, 25 aprile 1965[18]
- L'UDI le conferisce il Premio Mimosa d'oro[19] per essere stata nel Comitato consultivo dell'Unione, nel 1965.
- Il 12 giugno 2021 il Comune di Milano ha intitolato alle calciatrici del 1933 una via all'interno del Parco Sempione, dietro all'Arena Civica (lato via Legnano) e ha posto un totem per ricordarne la storia.[20]
- 15 aprile 2023 - si è svolta la "partita mai giocata" tra la squadra dell'Alessandria e quella della GFC Lombardia[21].